# Christina Dieckmann
Christina Dieckmann Jiménez (Caracas, 22 de abril de 1977) es una actriz,  modelo y exreina de belleza venezolana que participó en el Miss Venezuela 1997 en donde ganó el título de Miss World Venezuela 1997 dándole la oportunidad de representar a Venezuela en  Miss Mundo.

## Vida profesional
Christina Dieckmann se hizo famosa en América Latina y en su país Venezuela, tras participar en el concurso Miss Venezuela 1997 y haber obtenido el título de Miss World Venezuela teniendo la oportunidad de representar a su país en el concurso Miss Mundo 1997.
Posteriormente participó en las telenovelas Amantes de luna llena y Gata Salvaje y después participaría en una telenovela brasilera, titulada Seus Olhos, para así hacer su primer papel protagónico en Toda una dama y posteriormente ha actuado en varias telenovelas.

## Como modelo
En conjunto a su trabajo como actriz de televisión, Christina ha sido modelo publicitaria televisiva en diversos países de Latinoamérica para productos de consumo masivo Pepsi-Cola, Gatorade, Nestlé, Didijin, Kandu, Pantene, Movistar, Lentes de Sol Alpi, trajes de Baño Fiz, y diversas golosinas.

## Telenovelas
Ha participado en varias telenovelas venezolanas y en la telenovela brasileña Seus Olhos
En el año 2013 participó en la telenovela Dama y Obrero junto a los actores Ana Layevska, José Luis Reséndez y Fabián Ríos.
- Amantes de luna llena (2000-2001)...  Bárbara Aristizábal
- Gata salvaje (2002-2003)... Estrella Marina Gutiérrez
- ¡Qué buena se puso Lola! (2004)...    Ella misma (Participación especial)
- Seus Olhos (2004) ... Cibele
- Se solicita príncipe azul (2005-2006)... Victoria Landeta
- Y los declaro marido y mujer (2006-2007)... Eloína Díaz de Tovar
- Toda una dama (2007-2008)... Valeria Aguirre
- Un esposo para Estela (2009)... Jennifer Noriega Roldán de Alberti
- Dama y Obrero (2013)... Karina Cuervo

## Películas
- Elipsis (película) (2006) ... Carla Wallis

- Soltera y sin compromiso (2006)... Maritza

### Videos
- Youtube: Miss Nueva Esparta 1997 Christina Dieckman

| Predecesor: Ana Cepinska | Miss World Venezuela 1997 | Sucesor: Veronica Schneider |

- Datos: Q3298760